# АЕС Ножан
АЕС Ножан (фр. Centrale nucléaire de Nogent) — діюча атомна електростанція в центральній частині Франції в регіоні Шампань — Арденни. 
АЕС розташована на березі річки Сена на території комуни Ножан-сюр-Сен у департаменті Об. 
АЕС складається з двох енергоблоків, на яких використовуються реактори з водою під тиском (PWR) P'4 конструкції Framatome потужністю 1300 МВт. Кожен енергоблок має одну градирню висотою 165 метрів. 
Станція виробляє близько третини щорічно споживаної електроенергії в районі Іль-де-Франс, на ній працює близько 700 чоловік постійного персоналу.

## Інциденти
5 грудня 2011 року дев'ять (за іншими даними вісім) активістів Грінпіс прорвалися через огорожу на територію атомної електростанції Ножан. Їм вдалося забратися на дах будівлі одного з реакторів і розгорнути банер «Безпечної атомної енергії не існує». Поліція заарештувала чотирьох осіб. Грінпіс заявили, що їх метою було показати вразливість французьких АЕС, коли звичайні люди без спецпідготовки легко проникають на територію ядерного об'єкта.

## Інформація по енергоблоках
| Енергоблок | Тип реакторів     | Потужність | Потужність | Початок будівництва | Фізпуск    | Підключення до мережі | Введення в експлуатацію | Закриття |
| Енергоблок | Тип реакторів     | Чиста      | Брутто     | Початок будівництва | Фізпуск    | Підключення до мережі | Введення в експлуатацію | Закриття |
| ---------- | ----------------- | ---------- | ---------- | ------------------- | ---------- | --------------------- | ----------------------- | -------- |
| Ножан-1    | PWR, P'4 REP 1300 | 1310 МВт   | 1363 МВт   | 26.05.1981          | 12.09.1987 | 21.10.1987            | 24.02.1988              | —        |
| Ножан-2    | PWR, P'4 REP 1300 | 1310 МВт   | 1363 МВт   | 01.01.1982          | 04.10.1988 | 14.12.1988            | 01.05.1989              | —        |